# 让·博安
让·博安（1511年8月24日出生于亞眠，1582年1月23日逝世于巴塞尔）是一名法国医生。
博安年轻时就被招聘为纳瓦拉王国往后的私人医生。他扳依新教，因此受迫害，被迫逃亡英国。三年后他返回法国。但是此后不久雨格诺派被迫害，博安因此在巴黎被捕，被判火刑。弗朗索瓦一世的妹妹玛格丽特公主说服国王特赦他并聘他为御医。
但是由于他的信仰他又被迫害，因此他迁居阿姆斯特丹，1542年迁居安特卫普，并在当地行医。但是在安特卫普也发生迫害新教徒的事件，因此他逃往巴塞尔。在那里他首先在约翰·福洛本的印刷厂里当校正员，后来又开始行医。
博安有三个儿子，其中約翰·博安和加斯柏·博安也是著名的医生。